# Haft-Sin

7 Sin NowRoz

Haft-Sin (en persa: هفت‌سین‎) o las siete 'S's es una forma de ordenar la mesa tradicional de Nowruz, la celebración de primavera tradicional iraní. La mesa de haft-sin incluye siete elementos cuya denominación comienza con la letra seen (س) en el alfabeto persa. Originalmente Haft-Sin era llamada Haftchin (Haftĉin) nombre derivado de las palabras Chin (چین), que significa "reunir; juntar" y Haft (هفت), el número 7. La mesa de Haft Chin incluye los siguientes elementos que simbolizan las yazatas del zoroastrismo o divinidades tales como ātar y asmān.

## Elementos del Haft-Chin
Los elementos del "Haft Chin" son:
1. Espejo - simboliza el Cielo
2. Manzana - simboliza la Tierra
3. Velas - simbolizan el Fuego

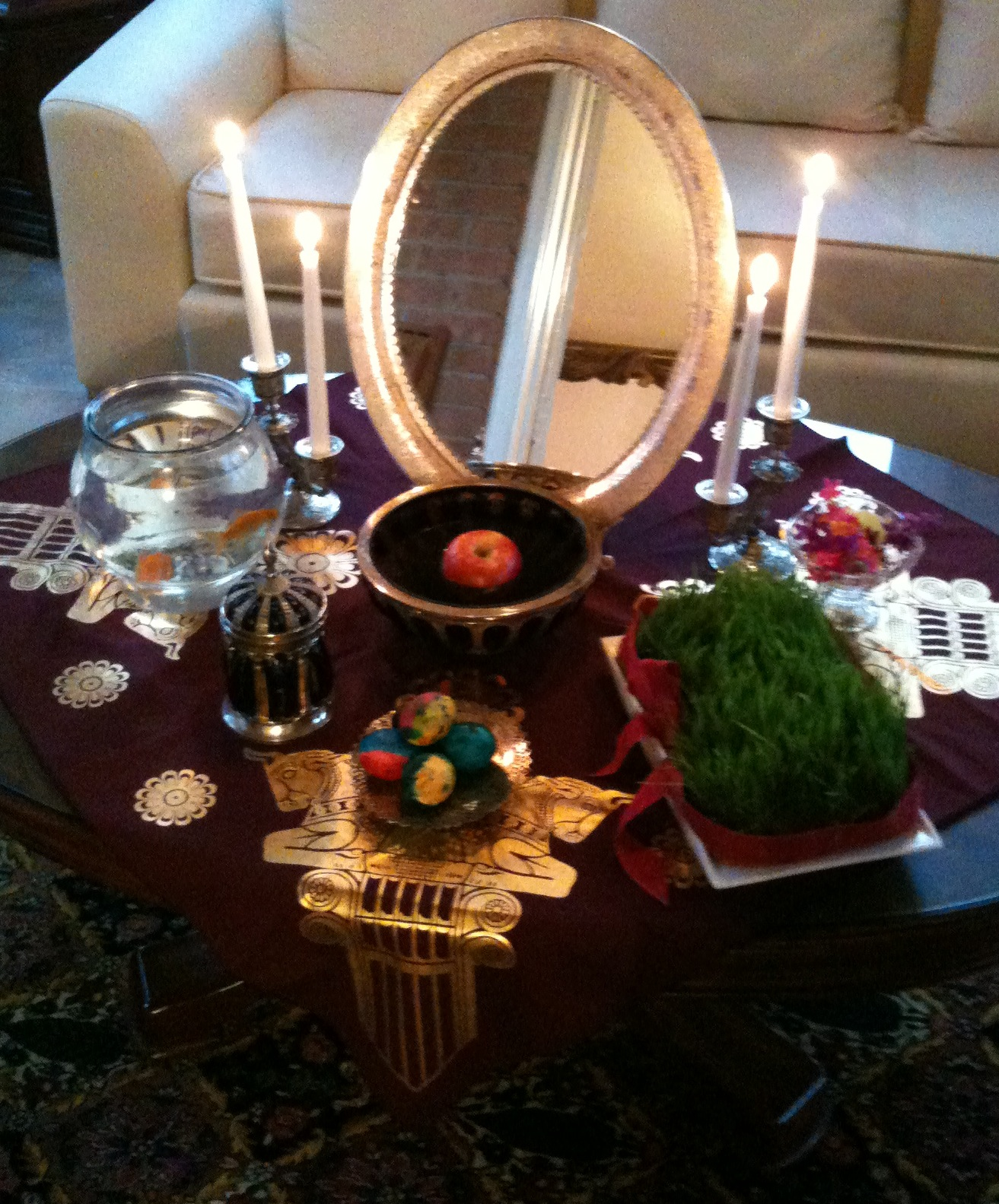
Mesa preparada Haft Chin.

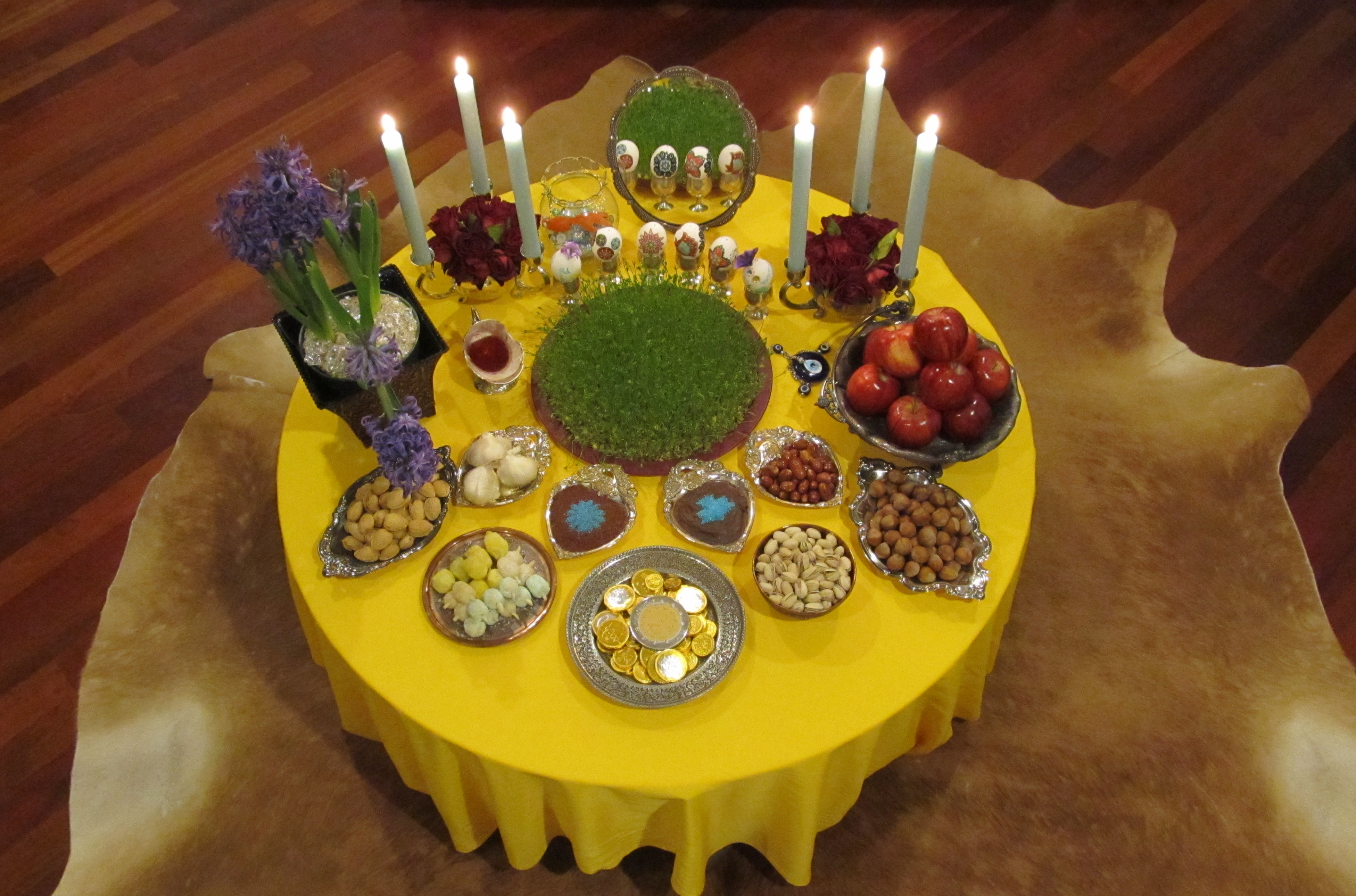
Una mesa Haft-Sin.

4. Golab - agua de rosas simboliza el Agua
5. Sabzeh - brotes de trigo, o cebada simbolizan las Plantas
6. Goldfish - simbolizan los Animales
7. Huevos pintados - simbolizan a los Humanos y la Fertilidad

El término y la costumbre original sufrió transformaciones ya que el dígrafo Ch (چ) no existe en el idioma árabe por lo que se lo reemplazó por la letra S (س). La invasión de la Persia Sassanida por el Califato Umayyada en el 650 produjo aculturación y transformación cultural de los residentes persas locales. Ello posteriormente forzó a la población local a adaptar y reemplazar numerosas costumbres zoroastras por palabras árabes y conceptos islámicos. "El zoroastrianismo fue reemplazado por el Islam como religión de los gobernantes de Irán"  El idioma árabe fue impuesto con fuerza sobre los conquistados persas locales y otras poblaciones que hablaban persa que formaban parte del Gran Irán y su zonas vecinas. La conquista árabe cambio de manera dramática el Medio oriente y el Norte de África en lo que respecta a idioma, cultura, y religión. Dado que el dígrafo Ch (چ) no existe en idioma árabe se lo reemplazó por la letra S (س) en la palabra Sin. La asimilación arábiga de los persas y otros grupos iraníes continuó durante el Imperio Abbasida hasta el resurgimiento del idioma y la cultura persa durante el Imperio Samanida en 819 aunque el término y la costumbre del Haft Chin habían evolucionado dando lugar al Haft Sin luego de caso dos siglos de dominación árabe.

## Elementos del Haft-Sin
Los elementos del Haft-Sin son:
1. Sabzeh - (en persa: سبزه‎)-brotes de trigo, cebada, judía mungo o lenteja en un plato - simbolizando el renacimiento
2. Samanu - (en persa: سمنو‎)- budín dulce preparado con germen de trigo - simbolizando la riqueza
3. Senjed - (en persa: سنجد‎)-fruto del "olivo salvaje" - simbolizando el amor
4. Sir - (en persa: سیر‎)- ajo - simbolizando la medicina
5. Sib - (en persa: سیب‎)- manzanas - simbolizando la belleza y la salud
6. Somāq - (en persa: سماق‎) fruto  del zumaque - simbolizando (el color del) amanecer
7. Serkeh - (en persa: سرکه‎) - vinagre - simbolizando la ancianidad y la paciencia